# Тафсир аль-Куртуби
Тафси́р аль-Куртуби́ (араб. تفسير القرطبي‎) или аль-Джами’ ли-ахкам аль-Куран (араб. الجامع لأحكام القرآن‎) — тафсир (богословский комментарий) к Корану, написанный Абу Абдуллахом аль-Куртуби (1214—1273).
Тафсир аль-Куртуби является одним из самых известных и авторитетных комментариев к Корану. В основом толкование ведётся на ашаритских позициях, но в некоторых вопросах автор отходит от принципов ашаризма. В своём тафсире аль-Куртуби критикует различных философов и мутазилитов, «крайних» суфиев и другие течения. Аль-Куртуби писал: «Я начал работу над тафсиром для того, чтобы он стал поучением для меня самого, сокровищем для дня моих похорон и благим делом после моей смерти».
Ибн Фархун писал: «Это один из лучших тафсиров и самый великий из них пользой. Он убрал из него различные рассказы и истории и указал законоположения Корана и извлечения доводов из него, виды чтения и грамматику, а также отменённое и отменяющие положения».